# Technorati
Technorati foi um motor de busca de Internet especializado na busca por blogs e fez concorrência às ferramentas de busca de blogs do Google e Yahoo. Em Julho de 2006, a quantidade de blogs cadastrados no site ultrapassou a barreira dos 50 milhões, e cerca de 70 mil blogs eram cadastrados no site diariamente.
O site foi criado em 2002 por David Sifry e sua sede era localizada na cidade de San Francisco, Califórnia.
Em 2016, fora adquirido pela Synacor por US$ 3 milhões.